# منتخب أنغولا لكرة الصالات
منتخب أنغولا لكرة قدم الصالات (بالبرتغالية: Seleção Angolana de Futsal Masculino) هو ممثل أنغولا الرسمي في المنافسات الدولية في كرة الصالات
.